# Oligosarcus longirostris
Oligosarcus longirostris és una espècie de peix de la família dels caràcids i de l'ordre dels caraciformes.

## Morfologia
- Els mascles poden assolir 11,5 cm de llargària total i les femelles 20.[4]

## Hàbitat
Viu en zones de clima tropical.

## Distribució geogràfica
Es troba a Sud-amèrica: conca del riu Iguaçú (Brasil).